# Franz Brentano
Franz Clemens Honoratus Hermann Brentano, född 16 januari 1838 i Marienberg am Rhein nära Boppard, död den 17 mars 1917 i Zürich, var en inflytelserik figur i både filosofin och psykologin. Hans inflytande är tydligt på andra tänkare såsom Alexius Meinong, Edmund Husserl och Kazimierz Twardowski. Brentano var brorson till Bettina von Arnim och Clemens Brentano, samt bror till Lujo Brentano.

## Liv
Franz Brentano studerade filosofi vid universiteten i München, Würzburg och Berlin (med Adolf Trendelenburg) och Münster. Han hyste särskilt intresse för Aristoteles och skolastisk filosofi. Sin doktorsavhandling om vara-begreppets mångtydighet hos Aristoteles skrev han vid universitetet i Tübingen. Därefter studerade han teologi och genomgick det katolska prästseminariet först i München och senare i Würzburg (han prästvigdes den 6 augusti 1864). Mellan åren 1865 och 1866 skrev han och framlade sin habilitationsavhandling (docentavhandling) och började att föreläsa vid Würzburguniversitetet. Hans studenter under denna tid inkluderade bland andra Carl Stumpf och Anton Marty. År 1870 antog Första vatikankonciliet läran om påvens ofelbarhet, det vill säga läran att den heliga anden under vissa omständigheter skyddar påven från möjligheten att begå misstag i teologiska frågor. Denna lärosats vållade hård debatt, och Brentano engagerade sig djupt i frågan. Som skarp kritiker av denna dogm utträdde Brentano till slut ur katolska kyrkan och tillhörde sedan den så kallade gammalkatolska kyrkan.
År 1874 publicerade Brentano sitt viktigaste verk: "Psykologi ur empirisk synvinkel" och från 1874 till 1895 undervisade han vid Wiens universitet. Bland hans studenter återfanns då Edmund Husserl, Alexius Meinong, Christian von Ehrenfels, Rudolf Steiner, Sigmund Freud och många andra (se Brentanoskolan för fler detaljer). Han inledde sin karriär som ordinarie professor men tvingades sedermera att ge upp såväl sitt österrikiska medborgarskap som sin professorstjänst för att få lov att gifta sig. På universitetet kunda han sedan endast tjänstgöra som Privatdozent (handledare för doktorander). Efter sin pension flyttade han till Florens i Italien men återvände till Zürich i början på första världskriget. Där dog han 1917.

## Brentanos filosofi

### Intentionalitet
Brentano är mest känd för att i sina föreläsningar och i boken Psychologie vom empirischen Standpunkt (Psykologi ur empirisk synvinkel) ha återinfört det skolastiska begreppet intentionalitet i den filosofiska diskussionen. Brentano såg intentionaliteten som det som kännetecknar alla psykiska fenomen och skiljer dem från alla fysiska. Han menade alltså att alla psykologiska företeelser (de så kallade mentala "akterna"), som exempelvis trosföreställningar, känslor, önskningar, varseblivningar och så vidare kännetecknas av att de handlar om något. När man tror är det alltid någonting man tror; en känsla är alltid en känsla inför något; en önskan är en önskan om något; en varseblivning är alltid en varseblivning av något. Brentano säger att de mentala akterna är "riktade" mot ett "intentionalt objekt", det vill säga mot föremålet för akten (alltså föremålet för ens tro eller ens känsla eller önskan eller varseblivning). 
Intentionaliteten, egenskapen att ha ett intentionalt objekt, var som sagt enligt Brentano det som skilde det psykiska från det fysiska. Fysiska företeelser kunde enligt honom inte äga någon "ursprunglig intentionalitet" utan bara indirekt ge upphov till "härledd intentionalitet". Det vill säga: ett fysiskt föremål kan inte på egen hand betyda något eller symbolisera något eller stå för något eller ha mening eller föreställa något; det kan bara betyda eller föreställa något tack vare att det ger upphov till mentala akter som är riktade mot något annat än det fysiska föremålet (och som vi säger att det fysiska föremålet symboliserar eller föreställer).
”Alla mentala fenomen kännetecknas av något som de medeltida skolastikerna kallade ett intentionalt (eller mental) inexisterande objekt, och som vi skulle kunna beskriva, om än inte helt otvetydigt, som att de hänvisar till ett innehåll, är riktade mot ett föremål (vilket inte här skall förstås i betydelsen ’ett ting’) eller äger en immanent objektivitet. Alla mentala fenomen inbegriper i sig ett objekt, även om de inte alla gör det på samma sätt. I en föreställning finns det något som föreställs, i ett omdöme finns det något som bejakas eller förnekas, i kärlek något som älskas, i hat något som hatas, i önskan något som önskas och så vidare. Denna intentionala in-existens är ett särdrag för mentala företeelser. Inga fysiska fenomen uppvisar någonting liknande. Vi kan därför definiera det mentala genom att säga att det är de fenomen som i sig intentionalt innehåller ett objekt.”
-- Franz Brentano, Psychology from an Empirical Standpoint, edited by Linda L. McAlister (London: Routledge, 1995), p. 88-89.

### ”Brentanos problem”
Man kan ha mentala akter riktade mot sådant som egentligen inte finns (man kan till exempel vara rädd för spöken), ändå måste dessa saker finnas som intentionala objekt (Pippi Långstrump finns egentligen inte; men när man tänker på Pippi, är det ändå något man tänker på -- nämligen Pippi). Brentano säger att de intentionala objekten har "intentional inexistens" (det vill säga att de "existerar i det intentionala". Det kan då låta som om de intentionala objekten på något sätt finns i tankarna eller i psyket och bara där. Men det är också problematiskt, eftersom det samtidigt verkar som att man kan ha mentala akter riktade mot sådant som verkligen finns i yttervärlden (man kan till exempel vara rädd för spindlar), och är det verkligen riktiga fysiska spindlar man är rädd för, så måste det vara de riktiga fysiska spindlarna som är det intentionala objektet för ens rädsla—annars vore det ju bara påhittade spindlar som man var rädd för. Brentanos lösning på det här problemet är inte helt klar.

### Perceptionsteori
Han är också känd för att han hävdade att Wahrnehmung ist Falschnehmung (ungefär: ”att varsebli är att ta fel”—det hela är en ordlek med tyskans ”Wahrnehmung” som betyder  varseblivning, ”wahr” som betyder sann och ”falsch” som betyder falsk). Brentanos poäng var att vår varseblivning av en yttre värld inte bevisar att yttervärlden faktiskt existerar eller är sådan den tycks vara; den skulle kunna vara en illusion. Däremot är introspektionen, det vill säga den "inre" varseblivningen av våra egna upplevelser fullkomligt tillförlitlig, menade han. 
När jag hör ett ljud kan jag inte vara säker på att det ljudet verkligen finns ute i världen, men jag kan vara helt viss om att jag hör ett ljud. Denna medvetenhet om att jag hör någonting kallar han för ”inre varseblivning”. Den yttre varseblivningen, alltså det vi upplever med våra sinnen, kan bara leda till hypoteser om den värld vi upplever och ger oss inte omedelbar tillgång till sanningen om världen. Han och många av hans elever (i synnerhet Carl Stumpf och Edmund Husserl) ansåg därför att naturvetenskaperna bara kan formulera hypoteser och inte allmängiltiga, absoluta sanningar (till skillnad från logiken och matematiken). 
Det ovan sagda hindrar dock inte på något sätt att Brentano var djupt övertygad om att filosofi och psykologi borde bedrivas i enlighet med samma empiriska metodologi som naturvetenskapen.